# 유리를 깨라!
〈유리를 깨라!〉(ガラスを割れ! 가라스노와레![*])는 일본의 여성 아이돌 그룹 케야키자카46의 여섯 번째 싱글이다.

## 개요
전작 〈바람에 휘날려도〉에서 약 5개월만의 싱글이다.